# Пиф (комикс)
Пиф (фр. Pif, буквально: «нос») — имя собаки, главного героя французских детских рисованных комиксов.

## История комикса

### Эпоха Арналя
Пиф появился в 1945 году. Его придумал и создал художник Хосе Кабреро Арналь (фр. José Cabrero Arnal) в газете Французской коммунистической партии «Юманите» (фр. l’Humanité) для оформления информативных разоблачительных и критических тем статей той эпохи: конец войны, голод, нехватка жилья.
Лишь чуть позже Пиф стал главным героем забавных историй. Впервые показавшись в комиксе 28 марта 1948 года, он сразу полюбился маленьким французам и стал появляться раз в месяц в воскресных выпусках газеты. С 1952 года Пиф появляется на страницах журнала «Вайан», в дальнейшем переименованного в журнал «Пиф». В советское время журнал пользовался большой популярностью среди детей.
В серии из нескольких рисунков (обычно от 3 до 5) художник представлял веселую историю про чуть хитроватого и вместе с тем милого и наивного домашнего песика. Пифа поселили в семье французского пролетария — дяди Цезаря (домашние называли его Тонтон), его жены тёти Агаты (для домашних — Тата́) и их маленького сына Дуду́. Нехитрая, но мастерски выполненная стилистика рисунков напоминала о мультипликации Уолта Диснея.

### Новое поколение художников
Начиная с 60-х годов, когда Арналь заболел и устал от своего героя, он сам пригласил поучаствовать в приключениях Пифа других художников, среди которых были: Луи Канс, Франсуа Димбертон, Мишель Мотти, Франсуа Кортеджани, Джорджо Каваццано и Роже Мас (псевдоним художника Роже Масмонтеля).
С тех пор «Приключения Пифа» издаются во Франции огромными тиражами. Это и большие красочные книжные издания, и карманные маленькие книжечки (Pif poche). Весёлые приключения Пифа и его друзей перешли в серию мультфильмов, театральных спектаклей, детских праздничных шоу и т. д.

### Дополнительные персонажи
Через два года после Пифа, в 1950 году, ему был придуман друг-враг — кот с производящим комический эффект именем Геркулес (Эркюль, фр. Hercule), который был поселён в ту же семью, и весёлые приключения продолжились уже с новым персонажем. А ещё через несколько лет появился Пифу́ (фр. Pifou), маленький сын повзрослевшего за эти годы Пифа. Он изъяснялся исключительно при помощи невнятного звукоподражания glop-glop, чем вызывал немалое беспокойство у окружающих.

## Экранизации
- «Приключения Пифа» — кукольный мультфильм 1970 года режиссёра Дмитрия Бабиченко, снятый творческим объединением «Экран» на основе спектакля Государственного театра кукол Латвийской ССР.
- «Пиф и Геркулес» — французский мультсериал 1989—1990 годов режиссёра Брюно Десрессе
- «Тысяча и одна шутка Пифа и Геркулеса»[1] — французский полнометражный мультфильм 1993 года режиссёров Брюно Десрессе и Шарля де Латура